# Stanisław Kostka Starowieyski

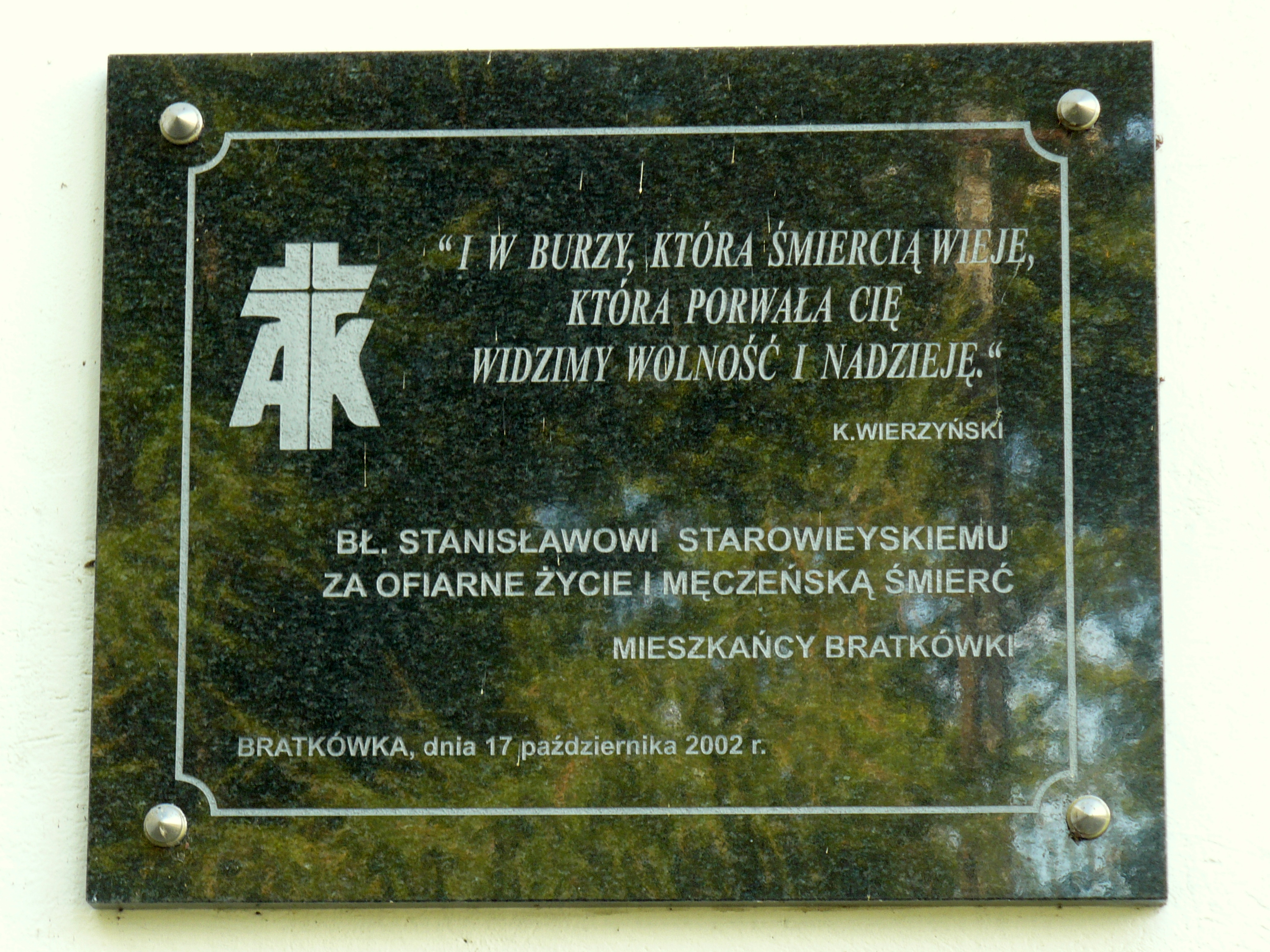
Tablica upamiętniająca w Bratkówce

Stanisław Kostka Starowieyski herbu Biberstein (ur. 11 maja 1895 w Ustrobnej, zm. 13 kwietnia 1941 w Dachau) – kapitan rezerwy artylerii Wojska Polskiego, uczestnik wojny polsko-ukraińskiej i polsko-bolszewickiej 1918–1920, kawaler Orderu Virtuti Militari, działacz kościelny, społeczny i charytatywny, szambelan papieski, więzień i ofiara obozu koncentracyjnego w Dachau, błogosławiony Kościoła katolickiego.

## Życiorys
Urodził się jako trzecie dziecko Stanisława Jana i Amelii z domu Łubieńskiej. był prawnukiem siostry Aleksanda Fredry. Miał pięcioro rodzeństwa: Zofię Morstinową (1891–1966), Ludwika (ur. 1894, żonaty z Marią Dembińską, podporucznik rezerwy kawalerii Wojska Polskiego), Marię (pracująca w szkole dla pielęgniarek, zm. 1951), Mariana (doktor praw) i Izę (absolwentka prawa, zatrudniona w Banku Rolnym).
Dzieciństwo spędził w Bratkówce. Naukę pobierał w domu rodzinnym w Krośnie. Później, zamieszkując w Bratkówce uczył się jako prywatysta w C.K. Gimnazjum w Sanoku, gdzie w latach 1905-1908 ukończył klasy I–III (w tym czasie w tej szkole uczył się także jego brat Ludwik, ur. 1894). Od 1910 kształcił się w Chyrowie, gdzie w 1914 ukończył VIII klasę i zdał egzamin dojrzałości. W tym zakładzie wstąpił do Sodalicji Mariańskiej. Po zdaniu matury rozpoczął studia prawnicze na Wydziale Prawa Uniwersytetu Jagiellońskiego, lecz naukę uniemożliwił mu wybuch I wojny światowej.
15 września 1914 został zmobilizowany do armii austro-węgierskiej. Po ukończeniu szkoły oficerskiej, od 28 czerwca 1915 w szeregach pułku artylerii polowej walczył na froncie wschodnim w Rosji, gdzie brał udział w walkach o Lwów i Przemyśl. 3 marca 1918 przeniesiony został na zachód i walczył na froncie włoskim nad rzeką Piawą. 

Po powrocie do Polski, 1 listopada 1918 wstąpił do Wojska Polskiego. W stopniu podporucznika uczestniczył w formowaniu Wojska Polskiego w Krakowie, następnie w czasie wojny polsko-ukraińskiej (1918–1919) na stanowisku dowódcy baterii walczył o Przemyśl, bronił cytadeli lwowskiej podczas walk o Lwów. Od czerwca 1919 współdziałał przy formowaniu 9 pułku artylerii polowej w Rembertowie. Następnie jako porucznik w jego szeregach od 3 grudnia 1919 uczestniczył w wojnie polsko-bolszewickiej, a w jej trakcie w wyprawie kijowskiej oraz w Bitwie Warszawskiej 1920. Za bohaterskie zasługi na polu walki w pochodzie na Kijów w postaci obrony dokonanej ze swoją baterią konną otrzymał Krzyż Walecznych i Krzyż Srebrny Orderu Wojskowego Virtuti Militari, nadane przez gen. Władysława Sikorskiego. We wniosku o nadanie tego odznaczenia napisano, m.in.:

Podczas odwrotu znad Dniepru jedne z najcięższych walk przeszła bateria 1/9 pap, którą dowodził porucznik Starowieyski pod Glinnoje–Słoboda koło Nachowa, broniąc prawego skrzydła reduty Nachów. Bateria była przydzielona do 3 baonu 35 pp, którym dowodził kpt. Majewski. Przez trzy dni z rzędu zostało odpartych około 10 ataków przeważających sił nieprzyjaciela. Gdy piechota zmęczona cofnęła się poza pozycje baterii, bateria szybkim ogniem na wprost na paręset kroków od nieprzyjaciela, pod silnym ogniem karabinów maszynowych, zmusiła bolszewików do odwrotu. Podczas tychże walk sztab baonu wraz z baterią został otoczony przez pułk bolszewicki. Nieprzyjaciel znajdował się na 80 kroków od dział. Bateria wytrwała z całym spokojem na stanowisku i wspomogła czynnie w kontrataku piechotę. Nieprzyjaciel zdemoralizowany uciekł przed 30 ludźmi, zostawiając rannych, zabitych i jeńców.

Został awansowany na stopień kapitana, po zakończeniu walk ciężko zachorował na czerwonkę, a ponadto pozostały mu dolegliwości nóg. W lipcu 1921 został zdemobilizowany i przeniesiony do rezerwy. Został zweryfikowany w stopniu kapitana rezerwy artylerii ze starszeństwem z dniem 1 czerwca 1919. W 1923, 1924 pozostawał oficerem rezerwowym 9 pułku artylerii polowej w Białej Podlaskiej.
24 sierpnia 1921 poślubił w Łabuniach Marię Szeptycką (1894–1976), prawnuczkę Aleksandra Fredry w linii prostej, z którą zamieszkał w majątku we wsi Łaszczów, który stanowił własność jej ojca Aleksandra Szeptyckiego. Mieli sześcioro dzieci: Ignacy (1922), Aleksander (1923–1944, poległ w Powstaniu Warszawskim), Maria (1925), Stanisław (1927), Elżbieta (1929), Andrzej (1931),
Nie podjął studiów prawniczych, natomiast ukończył kurs rolniczy. Działał wówczas społecznie i charytatywnie, wspierał finansowo kształcenie katolików świeckich, zorganizował ośrodek szkoleniowo-rekolekcyjny, stworzył Koło Porad Sąsiedzkich, salę teatralną dla Kółka Miłośników Sceny, organizował Koła Inteligencji Katolickiej i zainicjował ich zjazdy, we wrześniu 1934 współorganizował diecezjalny Kongres Eucharystyczny w Chełmie. Działał głównie w ramach Akcji Katolickiej, od 1932 był wiceprezesem, a od 1935 prezesem Diecezjalnego Instytutu AK w Lublinie. Uczestniczył w międzynarodowych kongresach kościelnych. W 1934 papież Pius XI nadał mu tytuł szambelana papieskiego.
Po wybuchu II wojny światowej w czasie kampanii wrześniowej 1939 jego dom był schronieniem dla uciekinierów. Po agresji ZSRR na Polskę 17 września 1939 i wkroczeniu wojsk radzieckich na tereny Lubelszczyzny, jego dwór był rabowany przez Sowietów, a Stanisław Starowieyski i jego brat Marian zostali aresztowani. Początkowo osadzeni w areszcie, następnie oswobodzili się uciekając podczas transportu do Tomaszowa Lubelskiego. Po wycofaniu się Sowietów za linię Bugu Starowieyski powrócił pod koniec września 1939 do swojego majątku. Podczas okupacji niemieckiej działał charytatywnie, wspierał Kurię Diecezjalną w Lublinie. 19 czerwca 1940 został aresztowany przez Gestapo i uwięziony w Rotundzie Zamojskiej, potem na Zamku w Lublinie, po czym przewieziony do niemieckiego obozu koncentracyjnego Sachsenhausen, gdzie otrzymał numer 25711 i został umieszczony w bloku 49. We wrześniu 1940 został przewieziony do obozu w Dachau, gdzie otrzymał numer 16532 (inne źródło podaje 22403) i trafił do bloku 23. Wśród współwięźniów prowadził działalność apostolską oraz udzielał im pomocy. Jako przedstawiciel ziemiaństwa i działacz katolicki był surowiej prześladowany w obozie. Jego stan zdrowia ulegał pogorszeniu, miał obrzęki nóg i krwotoki z żylaków, a w tym stanie został pobity przez funkcjonariuszy obozowych. Zmarł w nocy z Wielkiej Soboty na Niedzielę Wielkanocną 13 kwietnia 1941. Urna z jego prochami została przesłana rodzinie przez władze obozu, po czym pochowana na cmentarzu rodzinnym Szeptyckich w Łabuniach.
Papież Jan Paweł II beatyfikował go 13 czerwca 1999 w Warszawie w grupie 108 błogosławionych męczenników – ofiar nazizmu.
Dziadek Małgorzaty Starowieyskiej, stryj Marka, Kazimierza i Franciszka Starowieyskich.

## Ordery i odznaczenia
- Krzyż Srebrny Orderu Wojskowego Virtuti Militari nr 4469 – 1921 „za bohaterstwo w wojnie polsko-bolszewickiej"[12]
- Krzyż Walecznych
- Odznaka Honorowa „Orlęta”
- Gwiazda Przemyśla

## Upamiętnienia
Stanisław Kostka Starowieyski jest patronem Akcji Katolickiej w Polsce.
Patronat jego imienia i nazwiska został nadany placówkom edukacyjnym: Szkoła Podstawowa w Bratkówce i Liceum Ogólnokształcące w Łaszczowie (obecnie Zespół Szkół Ponadgimnazjalnych). Na budynku dworskim w Bratkówce 17 października 2002 ustanowiono tablicę upamiętniającą jego osobę.
Od 18 czerwca 2017 w kościele Świętych Apostołów Piotra i Pawła w Łaszczowie znajdują się jego relikwie II stopnia – różaniec święty, na którym się modlił, który został przechowany przez jego żonę po tym jak został aresztowany i wywieziony. Później różaniec był przechowywany w rodzinie, w ostatnich czasach w rodzinie pana Wojciecha Starowieyskiego z Krakowa, wnuka bł. Stanisława, który przekazał go do kościoła w Łaszczowie, za zgodą biskupa diecezji zamojsko-lubaczowskiej Mariana Rojka.